# Антифлирт-клуб

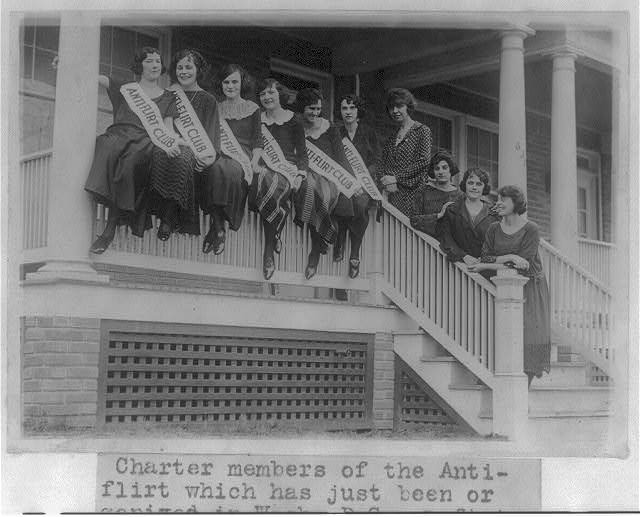
Антифлирт-клуб. Президент клуба Алис Рейли стоит на верхней ступеньке лестницы

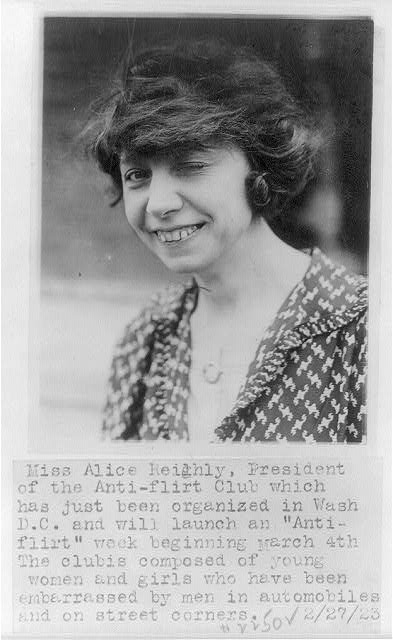
Президент клуба Алис Рейли

Антифлирт-клуб (англ. Anti-Flirt Club) — американский клуб, действовавший в Вашингтоне в начале 1920-х годов. Основной целью клуба была защита молодых женщин и девушек, получавших нежелательное внимание со стороны мужчин в автомобилях и на углах улиц. Члены «Антифлирт-клуба» провели «Антифлирт-неделю», которая началась 4 марта 1923 года. Возглавляла клуб его президент — Алис Рейли (англ. Alice Reighly).

## Правила клуба
Клуб имел ряд правил в виде советов по поведению.
1. Не флиртуйте — те, кто поспешно флиртует часто раскаиваются потом.
2. Не соглашайтесь на предложения подвезти от флиртующих автомобилистов — они думают не о том, чтобы помочь вам.
3. Не стройте глазки, они были сделаны для более достойных целей.
4. Не гуляйте с незнакомыми мужчинами. Они могут оказаться женатыми, и тогда вам придётся принять участие в поединке таскания за волосы.
5. Не подмигивайте — трепетание одного глаза может вызвать слёзы в другом.
6. Не тратьте улыбки на кокетливых незнакомцев, сохраните их для людей, которых вы знаете.
7. Не хватайте всех мужчин которых можете взять — флиртуя со многими, вы можете потерять одного.
8. Не поддавайтесь на гладких щегольских пожирателей пирожных — неполированное золото настоящего мужчины стоит больше, чем блеск музыкантов, играющих лаунж.
9. Не позволяйте пожилым мужчинам с флиртующим взглядом похлопать вас по плечу и проявлять отеческий интерес к вам. Они, как правило, из тех, кто хотят забыть, что они отцы.
10. Не игнорируйте человека, в котором абсолютно уверены, пока флиртуете с другим. Когда вы вернётесь к первому, можете обнаружить, что он исчез.